# برايان كونيل
برايان كونيل (بالإنجليزية: Brian Connell)‏ هو فلاح وسياسي نيوزلندي، ولد في 23 أبريل 1956. انتخب عضو مجلس النواب النيوزيلندي.